# James Albert Harrison
James Albert Harrison oder James A. Harrison (* 21. August 1848 in Pass Christian, Mississippi; † 31. Januar 1911 in Charlottesville, Virginia) war ein US-amerikanischer Literaturwissenschaftler und bedeutender Edgar-Allan-Poe-Forscher. Seine 1902 veröffentlichte 17-bändige Gesamtausgabe The Complete Works of Edgar Allan Poe, als Virginia Edition bekannt, galt jahrzehntelang als Standardwerk der Poe-Forschung.

## Leben und Werk
James A. Harrison war der Sohn des Rechtsanwalts Jilson Payne Harrison und dessen Ehefrau Sidney Ann Powell Norton. Er wuchs in New Orleans, Louisiana auf.
1866 immatrikulierte er sich an der University of Virginia in Charlottesville, wo schon Edgar Allan Poe 1826 für knapp ein Jahr Student gewesen war. Harrison studierte moderne Sprachen, Deutsch, Latein, Chemie und Ethik. Anschließend studierte er Deutsch u. a. an der Universität Bonn und lehrte moderne Sprachen am Randolph–Macon College und der Washington and Lee University in Virginia. 1895 kehrte er als Professor für romanische Sprachen und Literatur an die University of Virginia zurück. Zuletzt hielt er Vorlesungen über Angelsächsische Dichtung an der Johns Hopkins University.
Das Randolph-Macon College (1883), die Columbia University (1887), die Washington und der Lee University (1896) und die Tulane University (1904) verliehen Harrison die Ehrendoktorwürde für seine Verdienste.

## Werke (Auswahl)
als Autor
- 1875: A Group of Poets and their Haunts
- 1878: Greek Vignettes
- 1879: Spain in Profile
- 1881: History of Spain

als Herausgeber
- 1885: Beowulf
- 1886: A Handy Anglo-Saxon Dictionary
- 1888: Autrefois: Tales of Old New Orleans and Elsewhere
- 1901: Anglo-Saxon Prose Reader for Beginners
- 1902: The Complete Works of Edgar Allan Poe, T.Y. Crowell, New York, in 17 Bänden[Anm. 1]

## DieVirginia Edition– Edgar Allan Poes Werke in Gesamtausgabe

Von Harrison 1902 herausgegebene 17-bändige Ausgabe The Complete Works of Edgar Allan Poe, bekannt als Virginia Edition.

Harrison fungierte dabei als Hauptherausgeber und verfasste Poes Biografie in Band 1. Obwohl bereits vorher Poe-Werkausgaben veröffentlicht worden waren, war Harrisons Ansatz insofern neu, als er tatsächlich versuchte, alle je von Poe verfassten Texte, inkl. der literarischen Kritiken und des Briefwechsels, in einer Ausgabe zusammenzufassen. Harrisons akribische und sorgfältige Arbeit wurde von der Poe-Forschung als signifikanter Beitrag gewertet, wobei insbesondere auch der biografische Teil von der zeitgenössischen Kritik gelobt wurde. Harrisons Arbeit trug wesentlich dazu bei, die Sichtweise auf Person und Werk Poes zu ändern und zu erweitern.
Diese als Standardwerk betrachtete „vollständigste kritische“ Gesamtausgabe verwendeten einige Übersetzer als Textgrundlage für ihre Arbeit, so z. B. Arno Schmidt, Hans Wollschläger und ihre Kollegen für die ebenfalls lange Zeit maßgebliche deutsche Gesamtausgabe, die zwischen 1966 und 1973 in vier Bänden erschien. Erst Thomas Ollive Mabbotts Werkausgabe Collected Works of Edgar Allan Poe, die zwischen 1969 und 1978 postum erschien, sowie das 1966 erschienene, zweibändige Werk The Letters of Edgar Allan Poe, herausgegeben von John Ward Ostrom, lösten Harrisons Virginia Edition als Standardwerke ab.